# Cibitoke
Cibitoke è una città del nord-ovest del Burundi. È la capitale della provincia di Cibitoke. Ha una popolazione di circa 15 100 abitanti (2007), ed è situata ad un'altitudine di 915 metri sul livello del mare.